# Julius Sperber
Pour les articles homonymes, voir Sperber.
Julius Sperber (pseudonyme Julianus de Campis) est un auteur allemand né en 1540 à Seebergen et mort en 1616 à Dessau (Principauté d'Anhalt-Dessau).
C'est un écrivain alchimiste et kabbaliste. Il est cité dans l'Universal Lexicon de Johann Heinrich Zedler comme médecin personnel et conseiller du prince Christian Ier d'Anhalt-Bernbourg.

## Biographie
Julius Sperber était le septième enfant de Valentin Sperber et d'Euphroyne de Borsdorf, de Borna. Sa famille avait une implication religieuse forte : son père était surintendant, et sa mère était une ancienne nonne ; tous deux avaient été mariés lors de la réforme protestante par Philippe Mélanchthon. Le frère aîné de Julius était le théologien Erhard Sperber, et au moins cinq de ses frères étaient pasteurs.

## Œuvres
Son œuvre la plus célèbre est l'Écho de la Fraternité par Dieu hautement illuminée de l'illustre Ordre de la Rose-Croix, publié à Dantzig 1615, qui est l'un des plus importants et influents premiers écrits sur la Rose-Croix. Dans ce document, écrit-il, l'Ordre rosicrucien n'est pas une nouvelle création, mais le gardien d'une connaissance très ancienne. Il fait également publier en appendice d'une réédition de la fama fraternitatis Rosae Crucis une : Lettre ouverte ou exposé À tous ceux qui ont lu quelque chose sur la nouvelle fraternité de l’Ordre de la Rose Croix.
Parmi les autres œuvres rosicruciennes en 1615 est également édité le traité du Summum bonum, sur le Bien Suprême où il décrit les conditions d'admission à la fraternité ainsi que la conduite à observer en présence du principal de l'Ordre.